# Генкок (округ, Айова)
Шаблон:StateAbbr_ 43°05′00″ пн. ш. 93°44′11″ зх. д. / 43.083333333333° пн. ш. 93.736388888889° зх. д.
Округ  Генкок (англ. Hancock County) — округ (графство) у штаті  Айова, США. Ідентифікатор округу 19081.

## Історія
Округ утворений 1851 року.

## Демографія
За даними перепису 
2000 року 
загальне населення округу становило 12100 осіб, зокрема міського населення було 3149, а сільського — 8951.
Серед мешканців округу чоловіків було 5951, а жінок — 6149. В окрузі було 4795 домогосподарств, 3376 родин, які мешкали в 5164 будинках.
Середній розмір родини становив 3,01.
Віковий розподіл населення поданий у таблиці:
| Стать    | До 15 років | 15-21 | 22-29 | 30-39 | 40-49 | 50-65 | 65-85 | Понад 85 |
| -------- | ----------- | ----- | ----- | ----- | ----- | ----- | ----- | -------- |
| Чоловіки | 1270        | 612   | 450   | 769   | 999   | 956   | 790   | 105      |
| Жінки    | 1291        | 549   | 420   | 748   | 913   | 953   | 1036  | 239      |

## Суміжні округи
- Віннебаго — північ
- Серро-Гордо — схід
- Райт — південь
- Кошут — захід

## Виноски
1. ↑  U.S. Decennial Census. United States Census Bureau. Архів оригіналу за 12 травня 2015. Процитовано 17 липня 2014.
2. ↑  Historical Census Browser. University of Virginia Library. Архів оригіналу за 11 серпня 2012. Процитовано 17 липня 2014.
3. ↑  Population of Counties by Decennial Census: 1900 to 1990. United States Census Bureau. Архів оригіналу за 22 квітня 2014. Процитовано 17 липня 2014.
4. ↑  Census 2000 PHC-T-4. Ranking Tables for Counties: 1990 and 2000 (PDF). United States Census Bureau. Архів оригіналу (PDF) за 18 грудня 2014. Процитовано 17 липня 2014.
5. ↑  State & County QuickFacts. United States Census Bureau. Архів оригіналу за 7 червня 2011. Процитовано 17 липня 2014.(англ.) Наведено за англійською вікіпедією.
6. ↑  American FactFinder. Бюро перепису населення США. Архів оригіналу за 21 травня 2008. Процитовано 31 січня 2008.

| США | Це незавершена стаття з географії США. Ви можете допомогти проєкту, виправивши або дописавши її. |